# Ersta kyrka
Ersta kyrka är en kyrkobyggnad på Södermalm i Stockholm i Stockholms stift, byggd och ägd av Ersta diakoni.

## Kyrkans historik
År 1864 flyttade diakonissanstalten från Jaktvarvet på Kungsholmen till Ersta malmgård på Södermalm. Den bönsal i sjukhusbyggnaden där gudstjänsterna hölls visade sig redan från början vara för liten, eftersom inte enbart husets folk, utan även människor utifrån sökte sig hit för att höra Erstas föreståndare, prästen Johan Christofer Bring predika. Trots att städerna växte byggdes vid denna tid få nya kyrkor i städerna, eftersom det var oklarheter vem som skulle bekosta sådana byggen. Detta, tillsammans med de pietistiska strömningar som idag kallas lågkyrkliga, ledde till privata insamlingar för byggen av kyrkor. Både Ersta kyrka och Blasieholmskyrkan fick viktiga roller som alternativa kyrkor, svenskkyrkliga men fristående från stiftet.
År 1865 fick Bring grundplåten, en specieriksdaler, till uppförandet av en kyrka på Ersta. En insamling startade och år 1867 kunde man köpa kyrktomt uppe på berget. I början av år 1871 antogs arkitekten Per Ulrik Stenhammars ritningar till kyrkan och i juni samma år lades grundstenen. 
Den 29 december 1872 invigdes Ersta kyrka av ärkebiskop Anton Niklas Sundberg.
Åren 2014–2015 genomfördes en invändig renovering under ledning av arkitekten Jonas Lindvall då kyrkan  bland annat fick nytt altare och ny dopfunt, båda av öländsk kalksten, samt nya bänkar och ambo i oljad ek.
Sedan 2011 är Gustaf Sjökvists kammarkör knutna till Ersta kyrka och är en del av den konsertverksamhet som kyrkan driver.
SVT:s julotta 2021 hölls i kyrkan.

## Orgel
- 1873 byggde Per Larsson Åkerman, Stockholm en orgel med nio stämmor och en manual.[4]
- 1918 byggde Åkerman & Lund, Stockholm en orgel med 18 stämmor, två manualer och pedal.[4]
- Den nuvarande mekaniska orgeln är byggd 1971 av Olof Hammarberg, Göteborg. Orgel har en gammal fasad.[4]

| Huvudverk I   | Svällverk II        | Pedal           | Koppel |
| Principal 8'  | Rörflöjt 8'         | Subbas 16'      | I/P    |
| Borduna 8'    | Salicional 8'       | Principalbas 8' | II/P   |
| Oktava 4'     | Principal 4'        | Gedaktbas 8'    | II/I   |
| Rörflöjt 4'   | Flûte octaviante 4' | Oktavbas 4'     |        |
| Quinta 2 2/3' | Waldflöjt 2'        | Fagott 16'      |        |
| Oktava 2'     | Sifflöjt 1'         |                 |        |
| Mixtur V      | Scharf III          |                 |        |
| Trumpet 8'    | Obo e 8'            |                 |        |
|               | Tremulant           |                 |        |
|               | Crescendosvällare   |                 |        |

### Kororgel
En kororgel byggdes här 1971 av Olof Hammarberg, Göteborg med fem stämmor. Den orgeln står nu i Kastalakyrkan i Kungälv.

## Bildgalleri

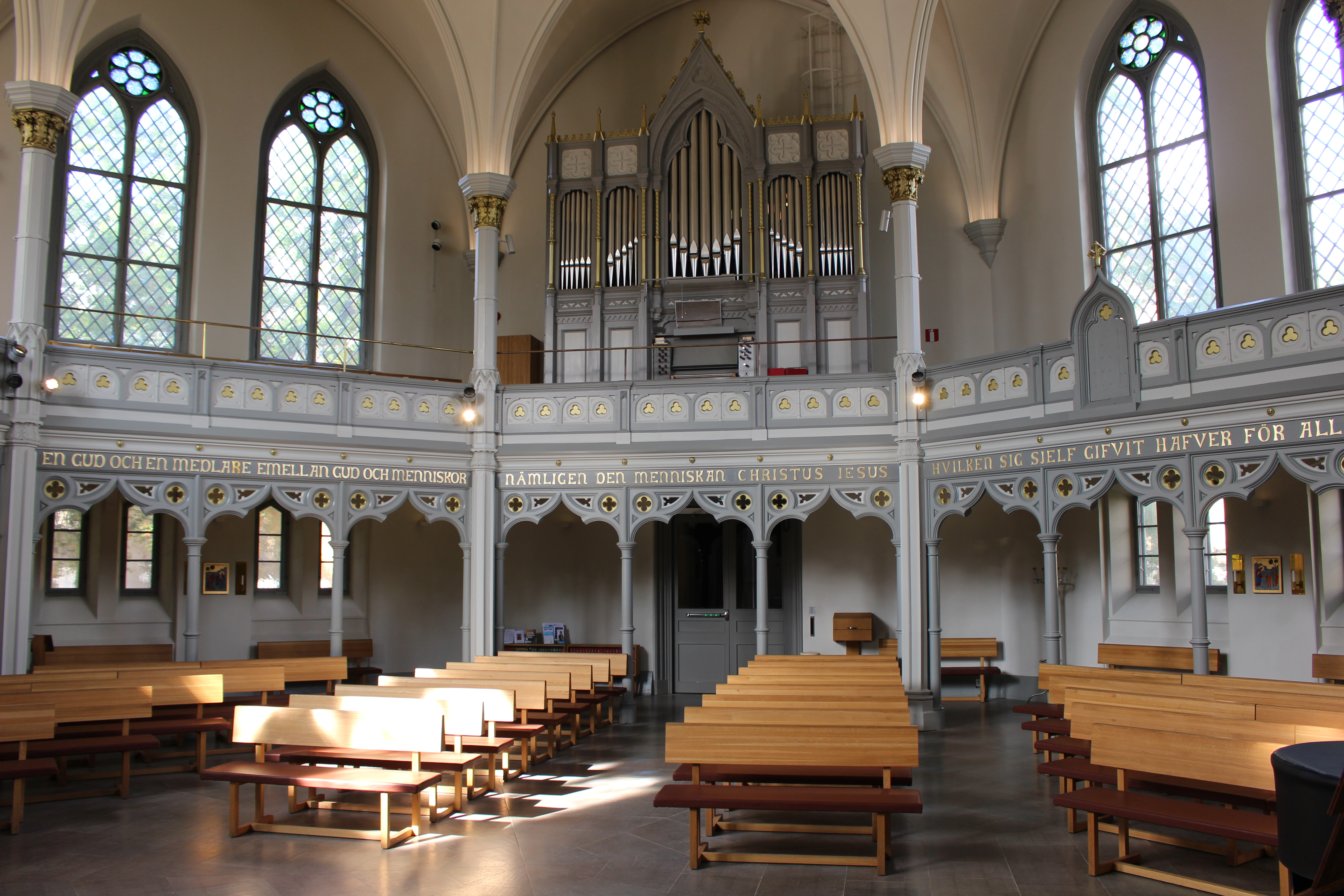
Kyrkorum mot väster
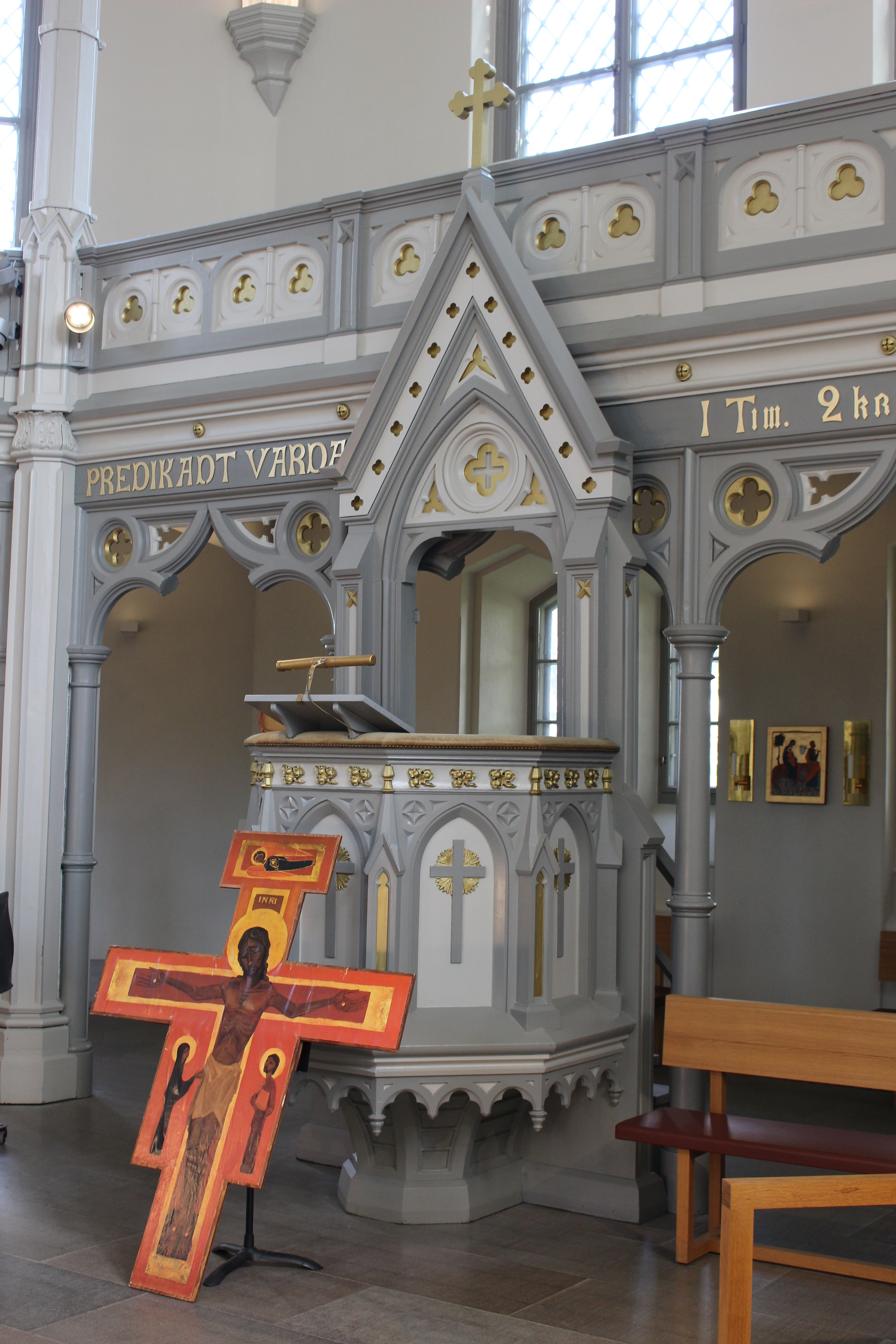
Predikstol
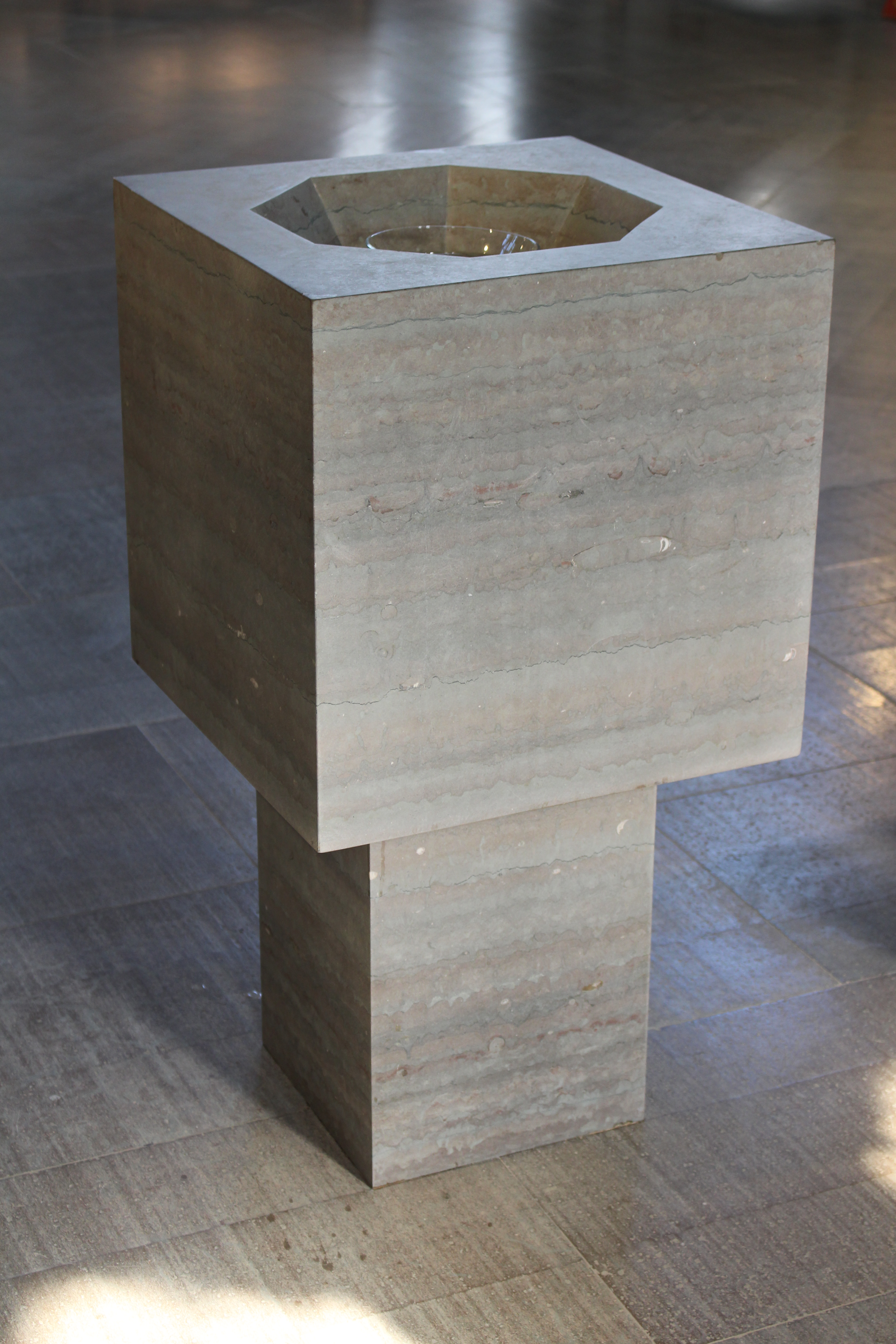
Dopfunt
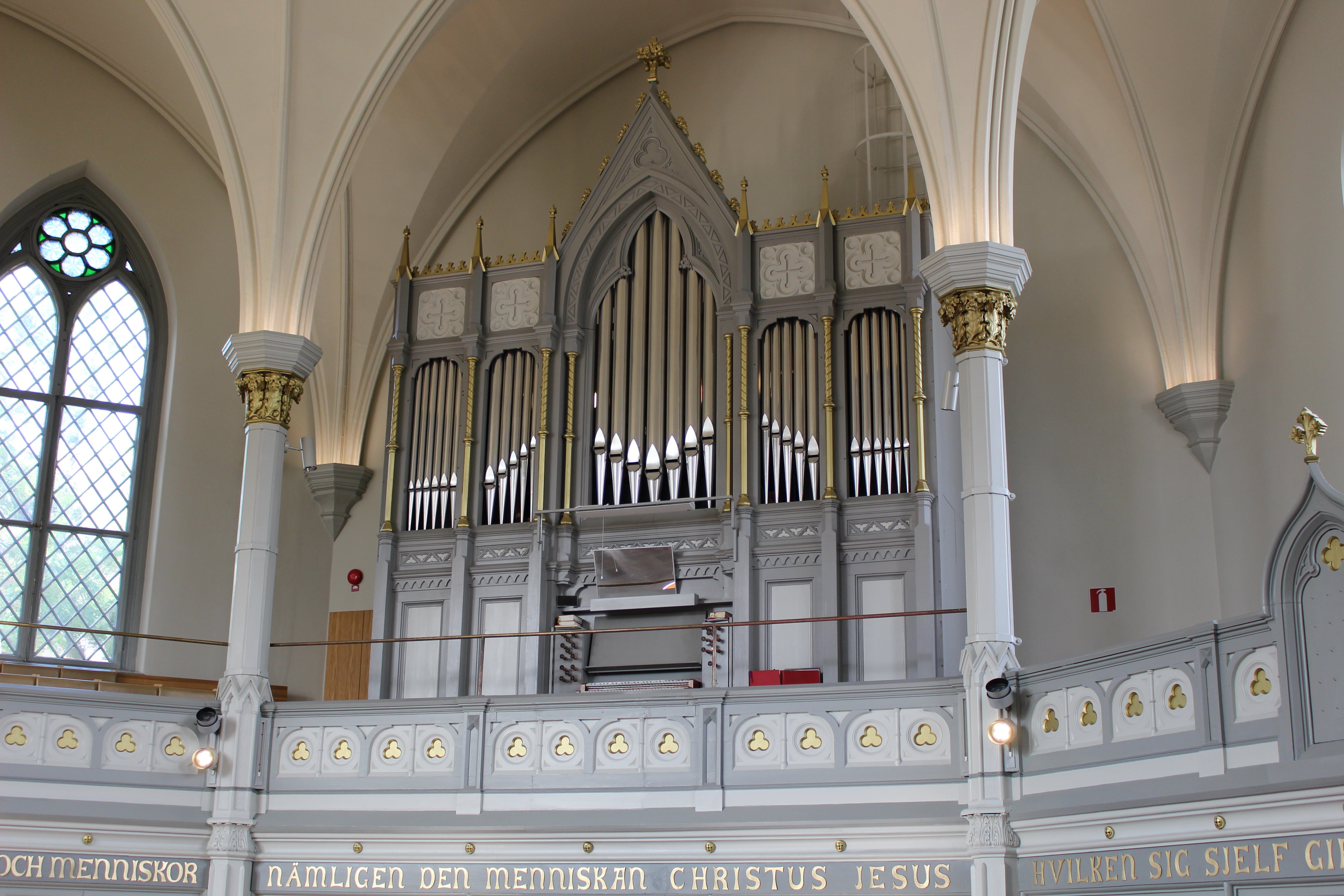
Orgel
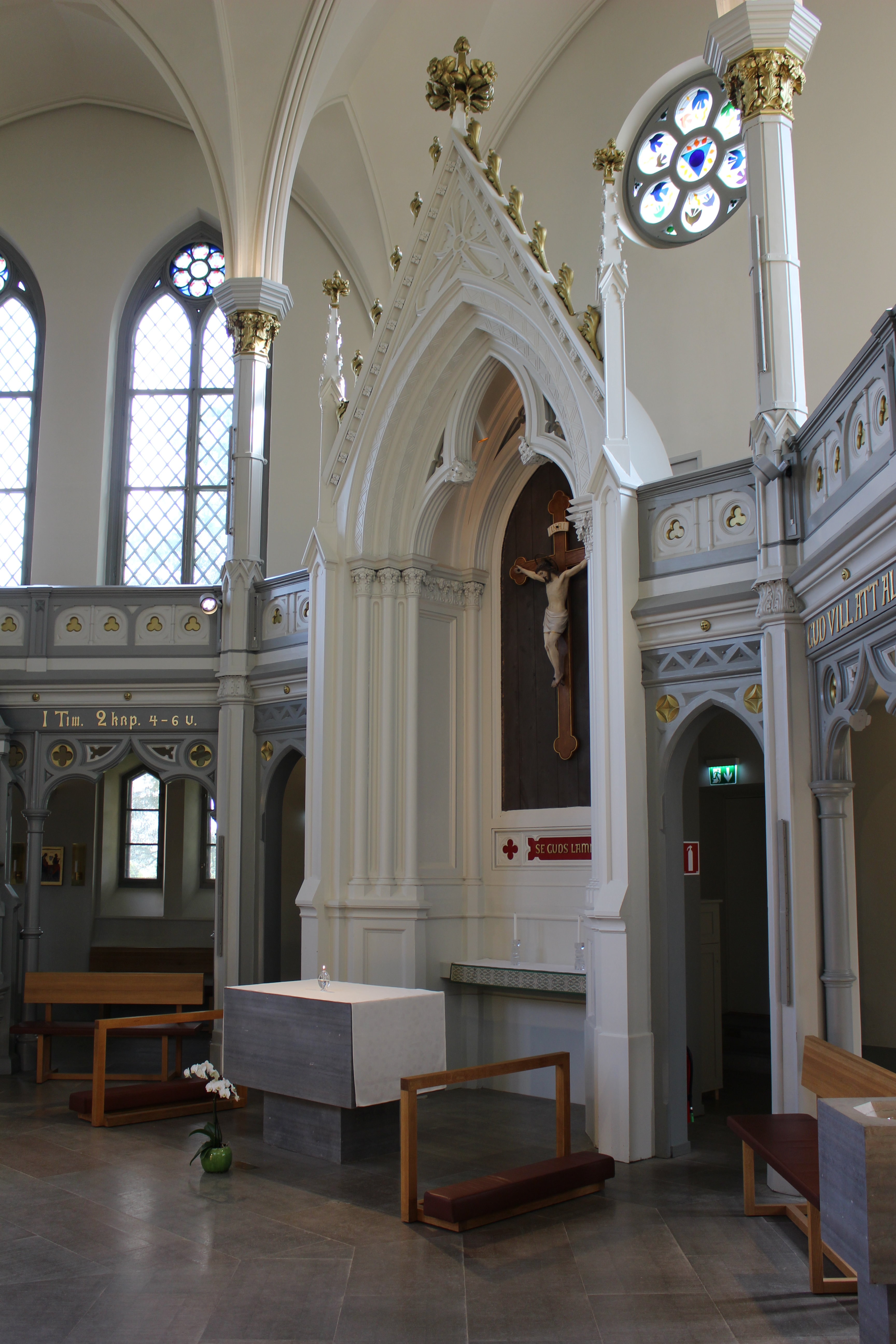
Koret
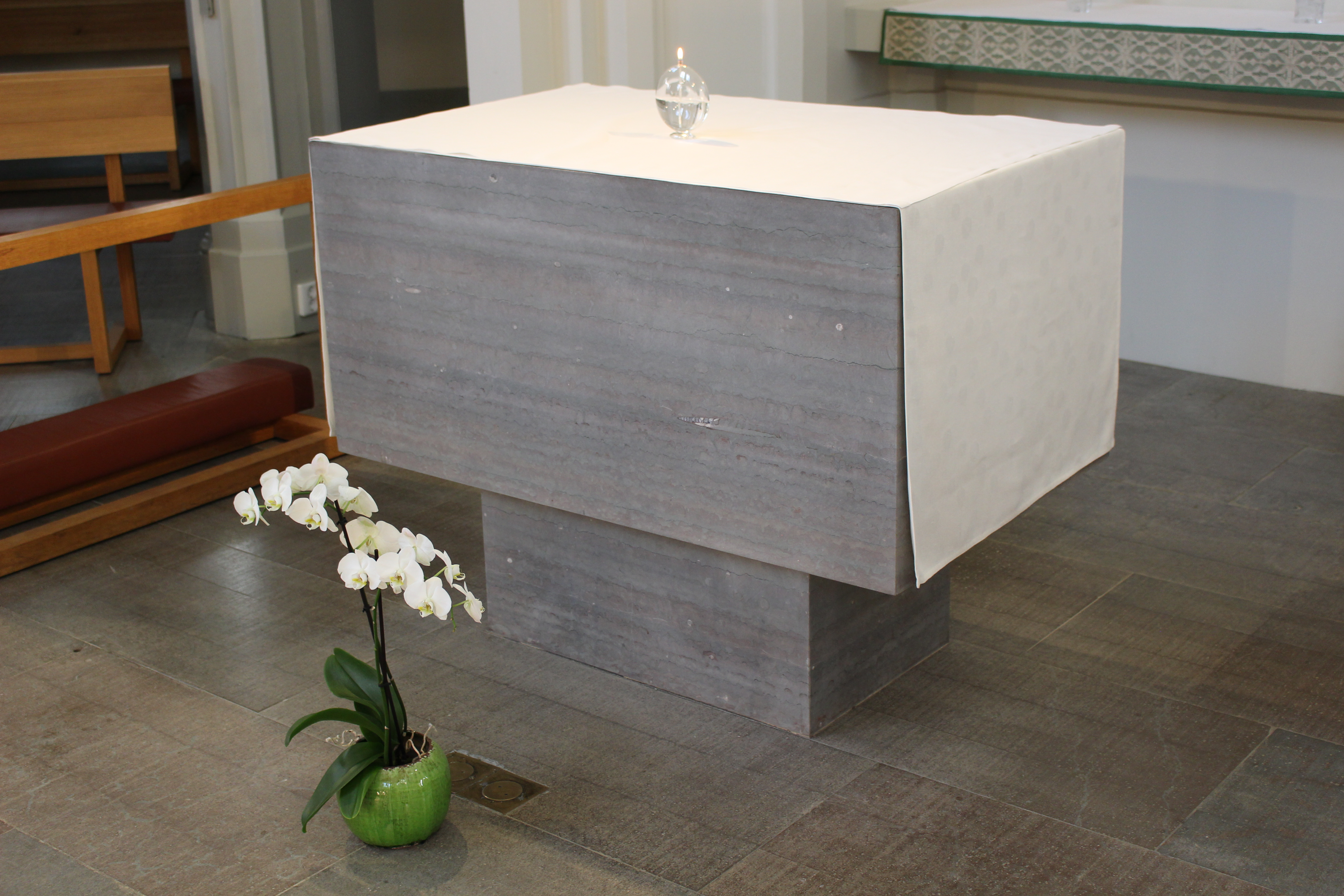
Altare
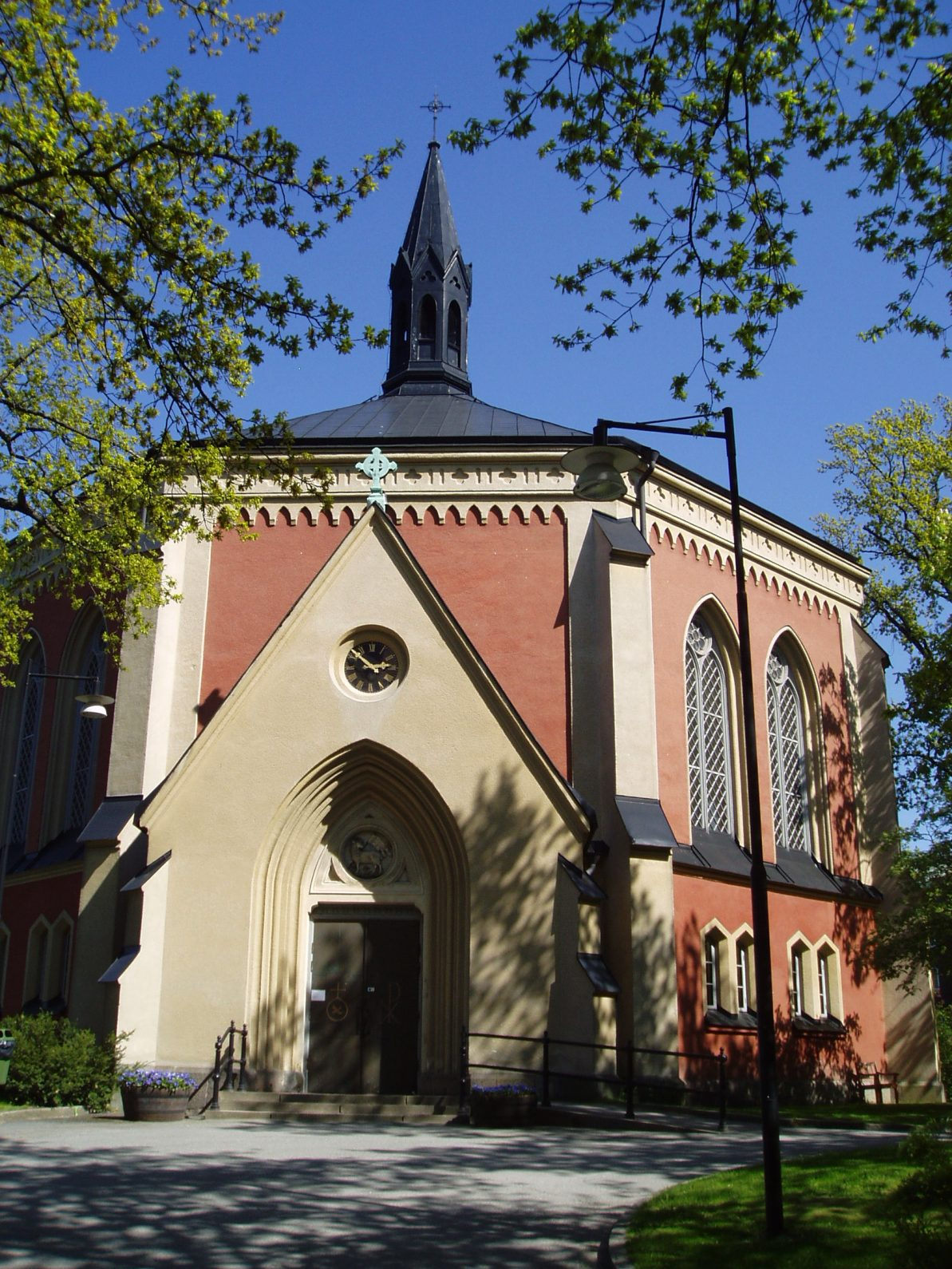
Kyrkans ingång
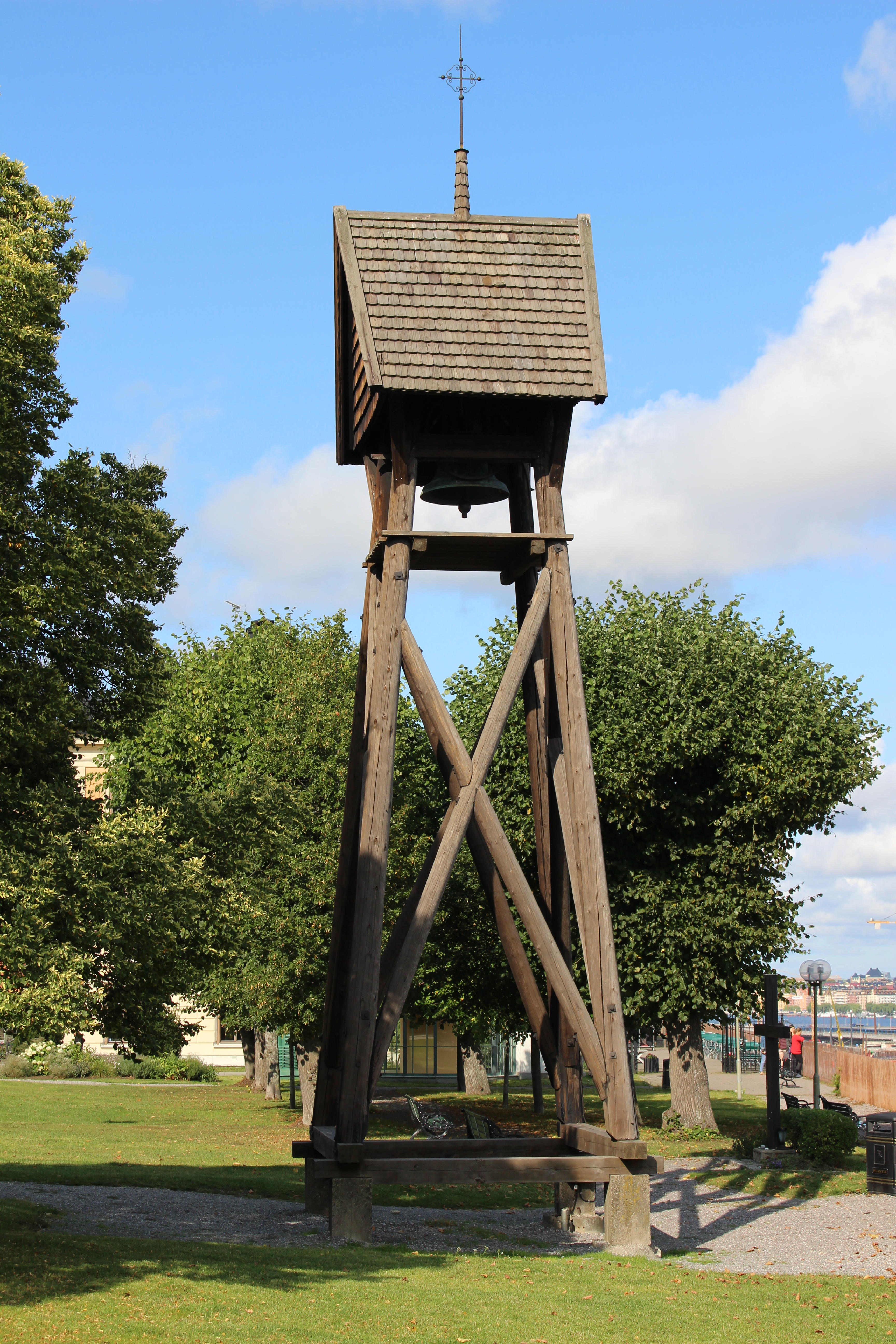
Klockstapel
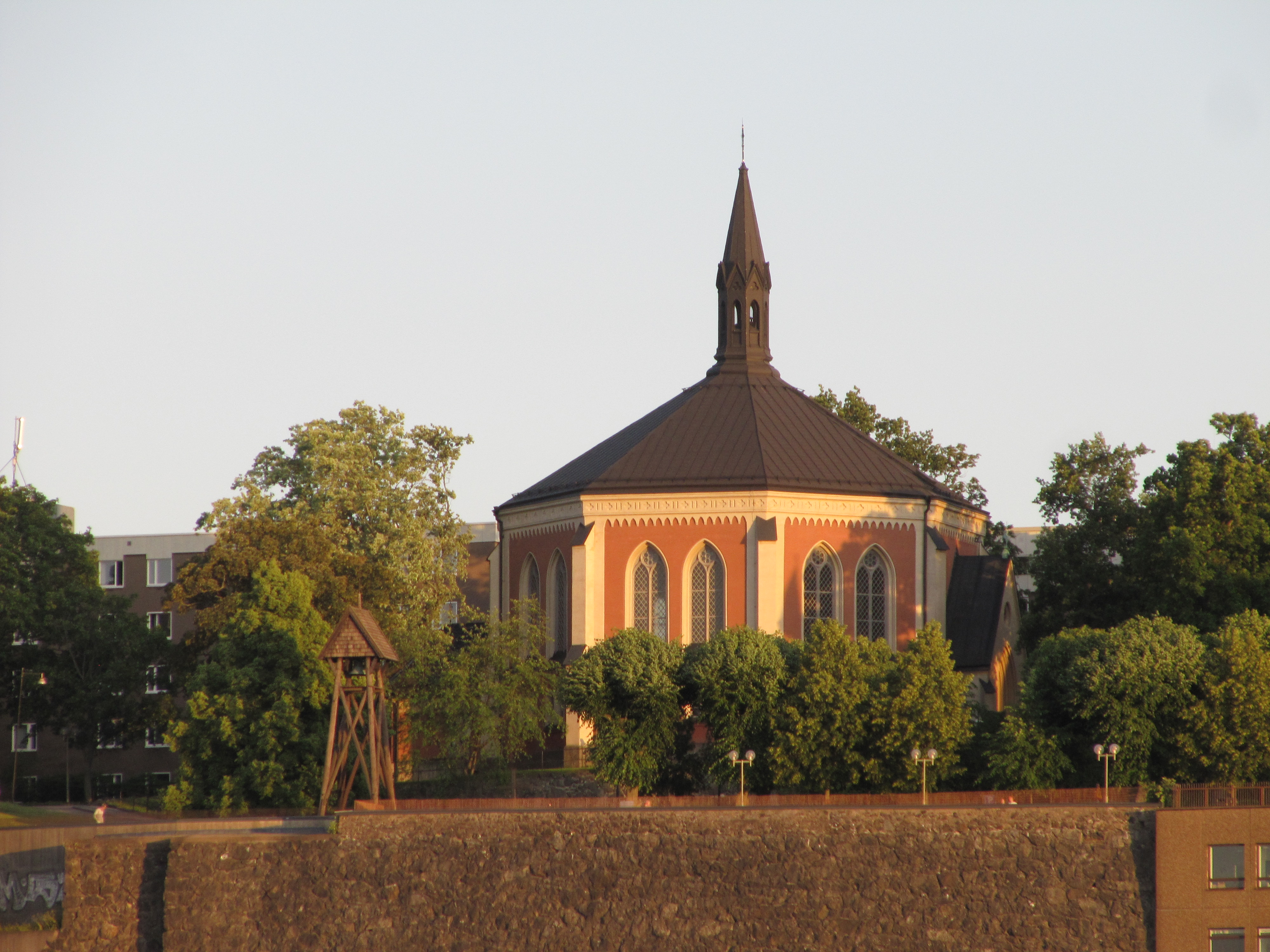
Kyrkan sedd från Saltsjön.